# Rara (streaming)
Pour les articles homonymes, voir Rara (homonymie).
rara a été de 2011 à 2015 un service de streaming de musique offrant une diffusion gratuite de musique sur demande. La musique provenait d'une gamme de labels majeurs et indépendants, parmi lesquels Universal Music Group, Sony Music Entertainment, EMI Group et Warner Music Group, l'agence de droits Merlin Network (en) et des distributeurs numériques indépendants tels que The Orchard, INgrooves (en) Fontana, Believe digital, PIAS Group et VidZone.
Lancé en décembre 2011 par la société britannique rara Media Group Limited, le service comporte un catalogue musical initial d'environ 10 millions de pistes. En octobre 2013, le catalogue propose 22 millions de pistes.

## Territoires et accès

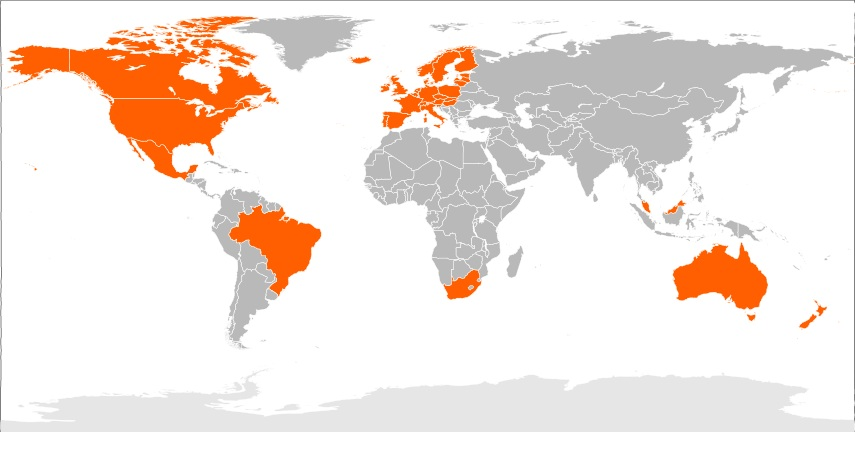
Disponibilité de rara dans le monde.

En octobre 2013, le service était disponible dans 32 pays : États-Unis, Canada, Grande-Bretagne, Irlande, France, Espagne, Italie, Allemagne, Autriche, Belgique, Pays-Bas, Luxembourg, Suisse, Suède, Danemark, Norvège, Finlande, Portugal, Pologne, Hongrie, République tchèque, Lituanie, Lettonie et Estonie, Brésil, Australie, Nouvelle-Zélande, Singapour, Hong Kong, Malaisie et Afrique du Sud.
Un abonnement « web » à rara offrait une diffusion illimitée de musique via le web vers PC et Mac, tandis qu'un abonnement « premium » permettait d'accéder aux applications mobiles rara ainsi qu'à un accès hors ligne à la musique. Les abonnements étaient réservés aux personnes ayant des cartes bancaires enregistrées dans les pays concernés.

## Caractéristiques techniques
Le système était accessible sur PC et Mac via le web avec les applications pour Windows 8, iOS, et Android.

## Fin du service
Entre février et mars 2015, rara a cessé d'accepter de nouveaux abonnés et a annoncé que le service était en vente,,. Le service a cessé le 29 mars 2015.